# OPSWAT
OPSWAT , заснована в 2002 році Бенні Чарні, є глобальною компанією з кібербезпеки, яка забезпечує рішення для безпеки для підприємств. Технологіями OPSWAT користуються понад 1000 організацій по всьому світу. OPSWAT спрямована на усунення ризиків для безпеки даних та пристроїв, що надходять та виходять з організації.
Продукти OPSWAT запобігають передовим загрозам кібербезпеки, таким як нульовий день та цільові атаки, і блокують доступ до корпоративних ресурсів.